# جورج دلفان
جورج دِلْفَان Georges Delphin (ت. 1340 هـ / 1922 م) هو مستشرق فرنسي.
عني بدراسة اللهجات العامية في بلاد الجزائر. له بالفرنسية «تاريخ الباشاوات العثمانيين في الجزائر» من سنة 921 إلى 1158 هـ، وبالعربية «المقامات العلوية في اللهجة المراكشية» و «جامع اللطائف وكنز الخرائف». توفي في الجزائر.